# Baldwin Spencer
Winston Baldwin Spencer (ur. 8 października 1948) – antiguański polityk, premier Antigui i Barbudy w latach 2004–2014. 
Spencer objął władzę 24 marca 2004, gdy w wyniku wyborów prowadzona przez niego Zjednoczona Partia Postępowa wygrała wybory parlamentarne. Ustąpił ze stanowiska 13 czerwca 2014.
Od 5 stycznia 2005 pełnił jednocześnie urząd ministra spraw zagranicznych. 